# Gemma Galgani

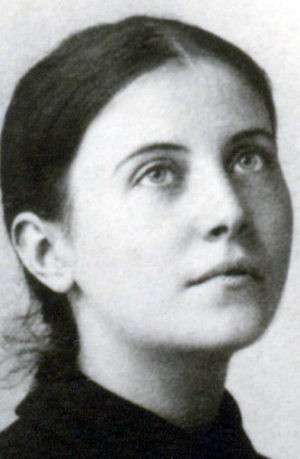
Gemma Galgani (Ausschnitt aus einer Fotografie)

Gemma Umberta Pia Galgani (* 12. März 1878 in Camigliano, Ortsteil von Capannori; † 11. April 1903 in Lucca) war eine italienische Heilige und Mystikerin. Sie wird zu den Stigmatisierten gerechnet und auch als „Tochter der Passion“ bezeichnet. Sie beschrieb ihr Erleben und ihre Visionen in einer Autobiographie, die an ihren Vater gerichtet war.

## Leben
Gemma Galgani ist vor allem wegen ihrer mystischen Visionen bekannt. Schon sehr jung fühlte sie sich zu einem gottgeweihten Leben berufen. Mehrmals versuchte sie, in ein Kloster einzutreten, doch wegen ihrer schwachen Gesundheit wurde sie immer wieder abgewiesen. Sie legte daher ein Privatgelübde ewiger Jungfräulichkeit ab.
Am 8. Juni 1899, in jenem Jahr der Vorabend des Herz-Jesu-Festes, sollen an ihrem Körper Stigmata erschienen sein. Die Wunden von Galgani, die kirchlicherseits als Stigmata angesehen werden, wurden von dem Arzt Pietro Pfanner untersucht. Dieser kannte Galgani bereits seit ihrer Kindheit. So hatte er bei der 10-Jährigen den Befund eines „hysterischen Hustens“ erstellt, also eines Hustens ohne körperlichen Befund. Außerdem stellte er eine völlige Empfindungslosigkeit ihrer Handflächen fest. Er folgerte damals, dass bei Galgani eine „Form der Neurose“ vorliege.
Pfanner untersuchte Galgani am 3. März 1899 erneut und attestierte ihr hysterische Lähmungen. Bei einer Untersuchung der angeblichen Handwunden am 8. September 1899 entpuppten diese sich als aufgetragenes Blut ohne Verwundung der Handflächen. Pfanner vermutete eine Simulation und wurde darin von Galganis Pflegemutter bestätigt, die auf dem Boden eine Nähnadel gefunden hatte.
Galgani schrieb ihre Autobiographie im Frühjahr 1902, zwei Jahre nach ihrer angeblichen Stigmatisierung, die sie darin auch schildert. Ihre Verehrung von Gabriel von der schmerzhaften Muttergottes begann nach Galganis autobiographischen Beschreibungen, nachdem sie seine Biographie gelesen hatte.
Gemma Galgani wurde 1933 von Papst Pius XI. seliggesprochen; 1940 sprach sie Papst Pius XII. heilig. Pius XII. bezeichnete die Heilige als „Stern seines Pontifikates“.
Sie wurde im Habit der Passionistinnen beigesetzt und wird zu den Heiligen dieses Ordens gezählt. Ihr Gedenktag in der Liturgie ist der 11. April.
Die römischen Kirchen Santa Gemma Galgani a Monte Sacro und Santa Gemma Galgani (Casalotti) sind ihr gewidmet.